# پیر گوسلن
پیر گوسلن (انگلیسی: Pierre Gosselin؛ زادهٔ ۲۳ مارس ۱۹۳۲) دوچرخه‌سوار اهل بلژیک است.